# Campeonato Mundial de Triatlo de 2015
O 2015 ITU World Triathlon Series ou Campeonato Mundial de Triatlo de 2015 foram uma série de 10 eventos de triatlo que aconteceram até a Grand Final sediada em Chicago. As séries são organizadas sob as ordens da International Triathlon Union (ITU).

## Calendário
Em 2015 as séries visitaram 10 cidades.
| Data           | Local          | Status |
| -------------- | -------------- | ------ |
| Março 6–7      | Abu Dhabi      | Sprint |
| Março 28–29    | Auckland       | Sprint |
| Abril 11–12    | Gold Coast     | Sprint |
| Abril 25–26    | Cidade do Cabo | Sprint |
| Maio 16–17     | Yokohama       |        |
| Maio 30–31     | Londres        |        |
| Julho 18–19    | Hamburgo       |        |
| Agosto 22–23   | Estocolmo      |        |
| Setembro 5–6   | Edmonton       |        |
| Setembro 15–20 | Chicago        |        |

## Resultados finais
| Evento    | Ouro                                        | Prata                                     | Bronze                                  |
| --------- | ------------------------------------------- | ----------------------------------------- | --------------------------------------- |
| Masculino | Javier Gómez Noya · Espanha · 4930 pts.     | Mario Mola Díaz · Espanha · 4795 pts.     | Vincent Luis · França · 4422 pts.       |
| Feminino  | Gwen Jorgensen · Estados Unidos · 5200 pts. | Andrea Hewitt · Nova Zelândia · 4081 pts. | Sarah True · Estados Unidos · 4074 pts. |

### Medalhistas por etapa

#### Masculino
| Evento     | Ouro                    | Prata                   | Bronze                |
| ---------- | ----------------------- | ----------------------- | --------------------- |
| Abu Dhabi  | Mario Mola (ESP)        | Vincent Luis (FRA)      | Richard Murray (RSA)  |
| Auckland   | Jonathan Brownlee (GBR) | Javier Gómez (ESP)      | Pierre Le Corre (FRA) |
| Gold Coast | Jonathan Brownlee (GBR) | Mario Mola (ESP)        | Javier Gómez (ESP)    |
| Cape Town  | Alistair Brownlee (GBR) | Javier Gómez (ESP)      | Vincent Luis (FRA)    |
| Yokohama   | Javier Gómez (ESP)      | Alistair Brownlee (GBR) | Mario Mola (ESP)      |
| Londres    | Alistair Brownlee (GBR) | Fernando Alarza (ESP)   | Vincent Luis (FRA)    |
| Hamburgo   | Vincent Luis (FRA)      | Javier Gómez (ESP)      | Mario Mola (ESP)      |
| Estocolmo  | Javier Gómez (ESP)      | João Pereira (POR)      | Aaron Royle (AUS)     |
| Edmonton   | Richard Murray (RSA)    | Javier Gómez (ESP)      | Mario Mola (ESP)      |
| Chicago    | Mario Mola (ESP)        | Javier Gómez (ESP)      | Richard Murray (RSA)  |

#### Feminino
| Event          | Ouro                 | Prata                 | Bronze                  |
| -------------- | -------------------- | --------------------- | ----------------------- |
| Abu Dhabi      | Gwen Jorgensen (USA) | Katie Zaferes (USA)   | Flora Duffy (BER)       |
| Auckland       | Gwen Jorgensen (USA) | Katie Zaferes (USA)   | Andrea Hewitt (NZL)     |
| Gold Coast     | Gwen Jorgensen (USA) | Sarah True (USA)      | Katie Zaferes (USA)     |
| Cidade do Cabo | Vicky Holland (GBR)  | Katie Zaferes (USA)   | Nicola Spirig (SUI)     |
| Yokohama       | Gwen Jorgensen (USA) | Ashleigh Gentle (AUS) | Emma Moffatt (AUS)      |
| Londres        | Gwen Jorgensen (USA) | Katie Zaferes (USA)   | Sarah True (USA)        |
| Hamburgo       | Gwen Jorgensen (USA) | Vicky Holland (GBR)   | Non Stanford (GBR)      |
| Estocolmo      | Sarah True (USA)     | Katie Zaferes (USA)   | Andrea Hewitt (NZL)     |
| Edmonton       | Vicky Holland (GBR)  | Flora Duffy (BER)     | Gillian Backhouse (AUS) |
| Chicago        | Gwen Jorgensen (USA) | Non Stanford (GBR)    | Vicky Holland (GBR)     |

## Referencias
1. ↑  «Series - ITU World Triathlon Series». International Triathlon Union. Consultado em 3 de setembro de 2014
2. 1 2  «Noya, pentacampeón del mundo de triatlón». Marca, 20 de septiembre de 2015.
3. 1 2  «Gómez Noya ya es el más grande: quinto título mundial». As, 20 de septiembre de 2015.
4. ↑  «Abu Dhabi Men's Results». International Triathlon Union
5. ↑  «Auckland Men's Results». International Triathlon Union
6. ↑  «Gold Coast Men's Results». International Triathlon Union
7. ↑  «Stockholm Men's Results». International Triathlon Union
8. ↑  «Edmonton Men's Results». International Triathlon Union
9. ↑  «Chicago Men's Results». International Triathlon Union
10. ↑  «Abu Dhabi Women's Results». International Triathlon Union
11. ↑  «Auckland Women's Results». International Triathlon Union
12. ↑  «Gold Coast Women's Results». International Triathlon Union
13. ↑  «Stockholm Women's Results». International Triathlon Union
14. ↑  «Edmonton Women's Results». International Triathlon Union
15. ↑  «Chicago Women's Results». International Triathlon Union
16. ↑  «Rankings»